# Reynaldo Espinosa
Reynaldo Espinosa (* 1. Februar 2003 in Las Tunas) ist ein kubanischer Leichtathlet, der sich auf den Sprint spezialisiert hat.

## Sportliche Laufbahn
Erstmals Erfahrungen bei internationalen Meisterschaften sammelte Reynaldo Espinosa im Jahr 2022, als er bei den U20-Weltmeisterschaften in Cali in 10,32 s den achten Platz im 100-Meter-Lauf belegte. Im Jahr darauf nahm er an den Panamerikanischen Spielen in Santiago de Chile teil und gewann dort mit der kubanischen 4-mal-100-Meter-Staffel in 39,26 s gemeinsam mit Edel Amores, Yaniel Carrero und Shainer Rengifo Montoya die Silbermedaille hinter dem brasilianischen Team. Bei den World Athletics Relays 2024 auf den Bahamas verpasste er mit der 4-mal-100-Meter-Staffel einer Direktqualifikations für die Olympischen Sommerspiele in Paris. Jedoch erreichte er dort über 100 Meter das Halbfinale und schied dort mit 10,21 s aus.
2024 wurde Espinosa kubanischer Meister im 100-Meter-Lauf sowie in der 4-mal-100-Meter-Staffel.

## Persönliche Bestzeiten
- 100 Meter: 9,96 s (0,0 m/s), 1. Juni 2024 in Salamanca
- 200 Meter: 21,06 s (+0,3 m/s), 28. April 2023 in Caracas